# Fokker S.14 Machtrainer
Fokker S.14 Machtrainer byl nizozemský celokovový jednomotorový proudový dvoumístný cvičný letoun.

## Vývoj
Vývojové práce na Machtraineru byly ukončeny v roce 1949, kdy byl také na Pařížském aerosalonu vystaven jeho model. Stavba prototypu byla zahájena v roce 1950 v nově postaveném závodě na okraji letiště Schiphol. Prototyp S.14 (výr. č. 6298, K-1) byl zalétán 19. května 1951 zkušebním pilotem Gerbenem Sondermanem. Již při druhém letu ve stejný den se prototypu neotevřel podvozek a Sonderman byl nucen s letounem přistát na břicho. Po opravě a rekonstrukci systému zatahování podvozku pokračovaly testovací lety, od 15. června 1951 byl prototyp vystavován na XIX. aerosalonu v Paříži. Následně společnost Fokker obdržela objednávku od Koninklijke Luchtmacht na sérii dvaceti kusů S.14.
Realizace vojenské zakázky započala vzletem prvního sériového Machtraineru 15. května 1955 a splněna byla během následujícího roku. Sériové stroje obdržely výrobní čísla 7346 až 7365 a trupové označení L-1 až L-20.
Prototyp Machtraineru nebyl vojenskou správou převzat a sloužil u firmy Fokker jako experimentální a testovací. V roce 1953 byla jeho původní pohonná jednotka Rolls-Royce Derwent 9 s tahem 15,6 kN zaměněna za výkonnější motor Nene 3 o tahu 22,9 kN. S novou instalací motoru došlo také na rozšíření zadní části trupu, na přídi přibyla dlouhá trubice rychloměru. Takto upravený stroj poprvé vzlétl 25. října 1953. V říjnu 1960 byl předán organizaci National Lucht-en Ruimtevaart Laboratorium (Národní letecká a astronautická laboratoř) v Amsterdamu s civilní imatrikulací PH-XIV. Zde sloužil až do 4. března 1966 kdy byl vyřazen.

## Nasazení

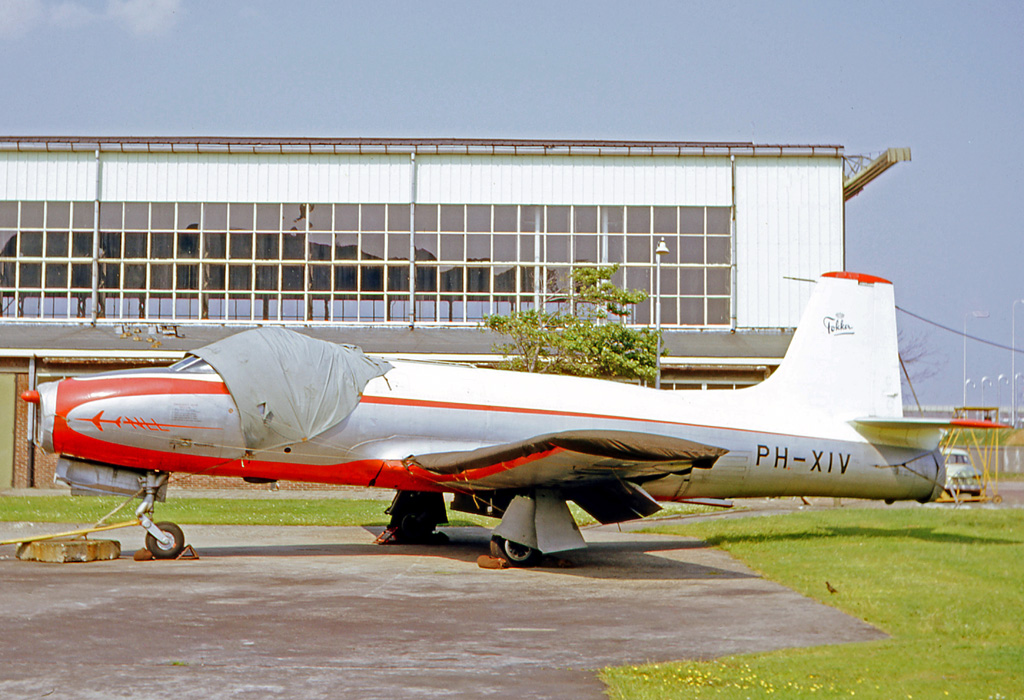
prototyp letounu Fokker S.14 Machtrainer (PH-XIV), NLL, letiště Schiphol, Amsterdam, 28. 06. 1967

Nizozemské letectvo zařadilo Machtrainery do nového výcvikového systému na základnách v Twenthe, Ypenburgu, Gilze-Rijenu a Soesterbergu.
V roce 1955 byl stroj L-4 poslán na předvádění do USA v rámci vyjednávání licenční výroby u firmy Fairchild. Zde za jeho řízení usedl také pilot Chuck Yeager. Během jednoho z předváděcích letů 20. října na továrním letišti Fairchildu v Hageerstownu v Marylandu nevybral podplukovník Gerben Sonderman vývrtku v malé výšce a v troskách stroje zahynul. Fokker do USA vypravil náhradní letoun L-6, s nímž zde létali piloti USAF i US Navy. Fairchild sice licenci zakoupil, ale k výrobě v USA nedošlo.
V roce 1959 se exemplář L-8 účastnil závodu „Course Arch á Arc“ Londýn-Paříž s pilotem Jase Mollem. Určenou vzdálenost překonal za 61 minut 25 sekund, což stačilo na obsazení 23. místa v celkové klasifikaci.
Počátkem 60. let 20. století byly S.14 postupně vyřazovány ze služby. Poslední dva (L-17 a L-19) byly odepsány 29. března 1965 a 2. září bylo oficiálně zrušeno letové osvědčení typu. Letoun L-17 byl předán muzeu Aviodome na letišti Schiphol a letoun L-19 vojenskému muzeu na základně Soesterberg.

## Specifikace

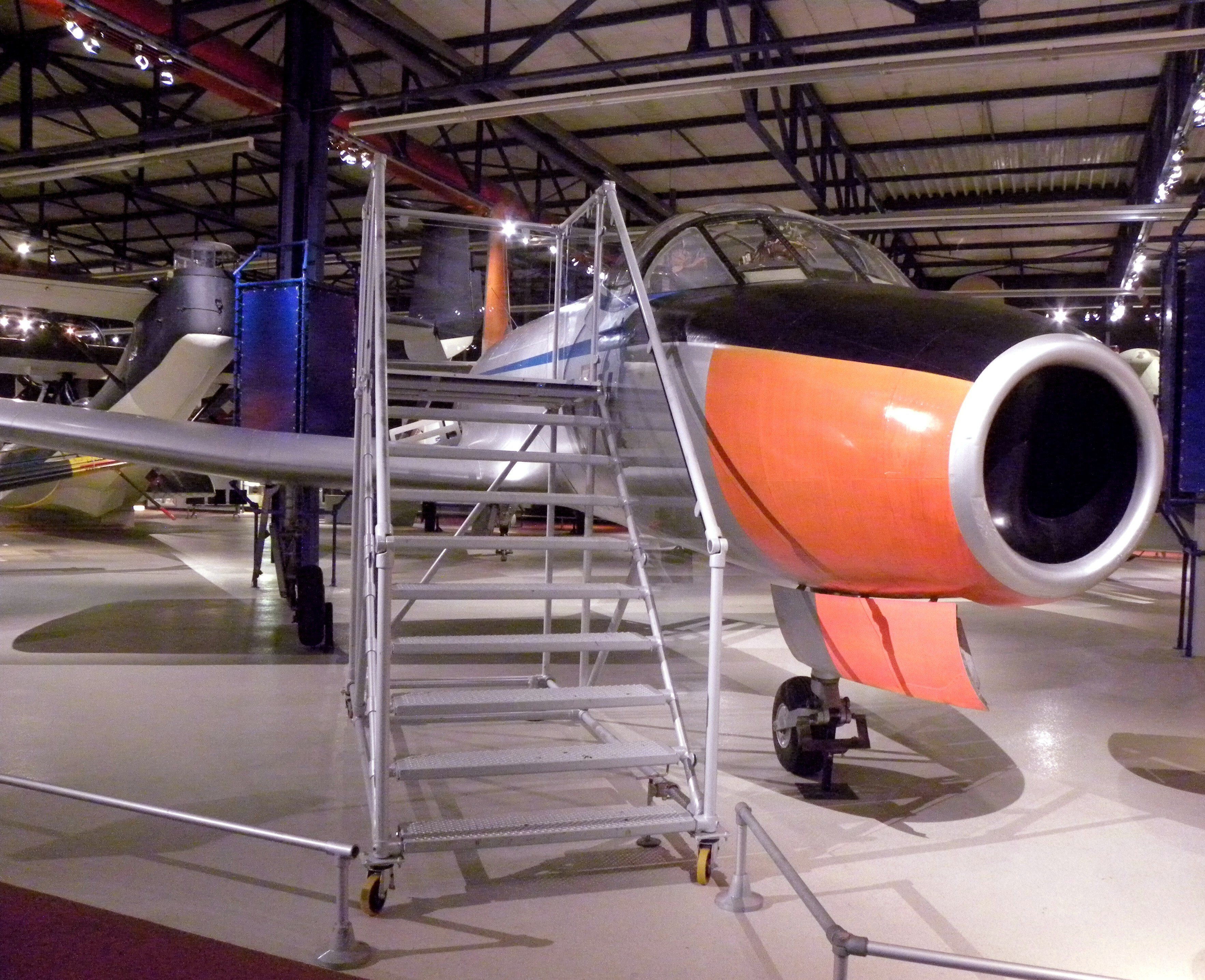
Fokker S.14 Machtrainer ve vojenském leteckém muzeu Soesterberg

### Technické údaje
- Osádka:
- Rozpětí: 12,00 m
- Délka: 13,30 m
- Výška: 4,70 m
- Nosná plocha: 31,80 m²
- Hmotnost prázdného letounu: 3765 kg
- Vzletová hmotnost: 5350 kg
- Pohonná jednotka:

### Výkony
- Maximální rychlost v 7 600 m: 730 km/h
- Cestovní rychlost: 570 km/h
- Počáteční stoupavost: 17,7 m/s
- Dostup: 11 200 m
- Dolet: 965 km
- Délka vzletu do výšky 15 m: 920 m